# まめうさ
まめうさは、山形県酒田市に設置されている庄内空港ビルのマスコットキャラクター。誕生日は2012年7月29日。

## 概要
のんびり屋さんで食いしん坊。生まれは月山。日和山公園の夕陽に染まった、体が夕陽色のウサギ。庄内の観光PRが仕事で、住まいは庄内空港である。大好物はだだちゃ豆で、口元にくっついているのは、もの知り相棒のだだちゃさん。だだちゃ豆を食べていたまめうさの口元に残った一粒のだだちゃ豆。まめうさのお腹がなると、いつか食べられるんじゃないかヒヤヒヤしながら、その空腹を紛らわせるため、庄内の豆知識を教えている。
一心同体で2人で1人の珍しいゆるキャラである名前は一般から募集し、庄内地方を中心に全国各地から323点の応募があり、音の響きや覚えやすさに加え、だだちゃさんといつも一緒のウサギという特性をとらえたまめうさが選ばれた。
「第3回ゆるキャラグランプリ2012」にて、参加キャラ865体中、初エントリーながら、335位を獲得。
「第4回ゆるキャラグランプリ2013」では、参加キャラ1580体中、1009位。（企業ゆるキャラ部門では、335体中138位）
「第5回ゆるキャラグランプリ2014」では、参加キャラ1699体中、1179位。（企業ゆるキャラ部門では、531体中319位）（山形県では10中9位）
ゆるキャラグランプリでは年々ランキングが下降しており、山形県内のゆるキャラの中でも低位にある。
企業では各種のグッズを製作しており、地元では様々なイベントにも登場している。